# Осада Тулона
Осада Тулона — боевые действия с 29 августа по 19 декабря 1793 года во время французских революционных войн, во время которых проявил себя и получил известность молодой (в 24 года) Наполеон Бонапарт, и за что он был произведен в генералы.

## Предыстория
1 февраля 1793 революционное правительство Франции (Национальный Конвент) начало войну с Англией, 7 марта — с Испанией, а в мае множество роялистов, собравшихся в Тулоне, подняли восстание против республики. Для его усмирения Конвент послал армию генерала Жана-Франсуа Карто. Не видя шансов противостоять регулярным войскам, роялисты решили сдать военные объекты Тулона англичанам и в конце августа передали крейсировавшему вблизи Тулона адмиралу Худу город со всеми укреплениями, все форты, рейд и 46 судов. Худ принял всё это, формально признав законным королём Франции пребывавшего в заключении малолетнего Людовика XVII. В действительности он предполагал в случае необходимости скорее сжечь переданный ему роялистами флот, чем вернуть его французам. В Тулон прибыло до 19 тысяч английских, испанских, сардинских и неаполитанских солдат, так что с находившимися там роялистами гарнизон возрос до 25 тысяч.
В первом же авангардном сражении был тяжело ранен начальник осадной артиллерии республиканцев майор Доммартен, и именно в это время мимо штаба республиканской армии проезжал посланный в Авиньон за порохом никому не известный двадцатичетырёхлетний капитан. Фамилия его была Бонапарт, для которого взятие Тулона стало первым важным заданием.

## Осада
Для взятия Тулона сменявшие друг друга командующие предполагали начать классическую осаду города с завершающим штурмом его стен. Однако для этого осаждающие не имели достаточно сил, тем более в условиях, когда осада была неполной и осаждённые могли получать подкрепления и снабжение через порт. Вместо штурма мощных укреплений города Наполеон предложил альтернативный план — если осадить Тулон с моря так же, как с суши, тогда он падёт сам собой. В этом случае осаждённым будет гораздо выгоднее оставить город заранее, чем остаться в нём и всё равно через некоторое время из-за нехватки провианта неизбежно сдаться или оставить захваченный город, причём союзники ради почётной капитуляции должны будут сдать неповреждёнными корабли, укрепления и сам порт.
Чтобы осуществить этот план артиллерийского окружения, Наполеон Бонапарт выстроил на берегу моря две батареи, названные им батарея Горы и Санкюлотов, обильно снабдив их боеприпасами. Непрерывный огонь этих батарей и множество нанесенных кораблям союзников повреждений вынудили их оставить малый рейд.
Чтобы защитить рейд Тулона от обстрела, союзники выстроили на противоположном берегу бухты на мысах Балагье и Эгийет мощные форты, причём их оборона каждый день совершенствовалась с использованием всех местных ресурсов. Для прикрытия подступов к ним был построен особенно мощный форт Мюрграв на вершине мыса Кер, названный англичанами из-за своего значения Малый Гибралтар. Теперь республиканской армии для взятия Тулона требовалось прежде всего захватить эти укрепления.
Составленный и проведённый Наполеоном Бонапартом план атаки имел самые решительные результаты. Для подавления новопостроенных фортов союзников Наполеон подверг их многодневному обстрелу, причём в некоторых случаях залетавшие французские ядра повреждали находившиеся там орудия англичан. После этого была предпринята решительная ночная атака фортов.
В ночь на 17 декабря взят был штурмом важнейшие форты Мальбуке и Мюрграв, Бонапарт был ранен в бедро британским штыком. С занятием другого форта, Эгийет, англо-испанской эскадре невозможно было оставаться как на большом, так и на малом рейде.
После захвата французами господствующих над рейдом высот и батарей в Тулоне был созван военный совет союзников, который запросил у артиллерийских и инженерных офицеров, имеется ли на большом и малом рейдах такой пункт, где могла бы стать союзная эскадра, не подвергаясь опасности от бомб и калёных ядер с батарей Эгильетт и Балагье. Армейские и морские офицеры ответили, что таких пунктов более не имеется. В конечном счёте совет единодушно пришёл к тому же выводу, который несколько месяцев ранее предвидел Наполеон: союзникам необходимо оставить город, так как «у гарнизона, который можно оставить в Тулоне, не будет возможности отступить и ему нельзя будет более посылать подкреплений, он будет ощущать недостаток в необходимых припасах. Сверх того, двумя неделями раньше или позже он принуждён будет капитулировать и тогда его заставят сдать невредимыми и арсенал, и флот, и все сооружения».
В соответствии с этим выводом Худ приказал, посадив гарнизон на суда, немедленно сняться с якоря. 18 декабря он вышел в открытое море, вместе с англичанами ушла большая часть населения, обоснованно опасавшаяся массовых казней, что во времена якобинского террора было обычным явлением. Как и предполагал Наполеон, после ухода союзных эскадр Тулон был легко захвачен революционной армией. 9 французских судов было сожжено англичанами, 12 были уведены союзниками. Лишь 25 французских кораблей попали обратно в руки республиканцев.

## Репрессии
Войска Конвента вошли в город 19 декабря. В наказание за измену республике город был разграблен и сожжён. Последовали репрессии в отношении роялистов, осуществленные под руководством Барраса и Фрерона, и они были чрезвычайно кровавыми. Подсчитано, что от 700 до 800 захваченных роялистов были расстреляны или заколоты штыками на Марсовом поле Тулона. Однако Бонапарт, которого Жан-Франсуа Эрнандес лечил от ран, не присутствовал при этой резне. Получив звание бригадного генерала 22 декабря, он уже направлялся к своему новому посту в Ницце в качестве командующего артиллерией Итальянской армии. Ворота, которые составляют часть старых стен города Тулона, напоминают о его уходе; там установлена памятная доска. Эти ворота называются Порт д’Итали.

## Символическое значение
Слово «Тулон» стало метафорически означать момент блестящего начала карьеры никому не ведомого молодого офицера; так, Андрей Болконский в романе «Война и мир» спрашивает: «Как же выразится мой Тулон?»